# Узбек-хан (Шибанид)
Узбек-хан (Узбек-султан) (узб. O'zbekxon) — один из видных представителей узбекской династии Шибанидов, управлявший в Шебергане одноимённой областью в 1557—1573 годах. После смерти узбекского правителя Абдулазиз-хана (1540—1550), он стал самым старшим из представителей династии и одним из претендентов на престол Бухарского ханства. Пользовался активной поддержкой своего родственника, узбекского правителя Балхского ханства — Пирмухаммед-хана (1546—1567): Пирмухаммед-ханом была сделана безуспешная попытка возвести его на бухарский престол, на который фактически, а позже и формально утвердился их племянник — Абдулла-хан II (правил фактически с 1557 года, верховный хан в 1583—1598 годах). Позже, после смерти Пирмухаммед-хана (умер в 1567 году), Узбек-хан начал поддерживать его сына и наследника — Дин Мухаммад-султана (1567—1573). Считал Абдулла-хана II своим врагом и тем не менее, лавировал между бухарским и балхским правителями. В итоге, после поражения Динмухаммад-сулатана перед Абдулла-ханом II, в 1573 году был вынужден сдать Шеберган последнему.
Пройдя немного время, Узбек-хан установил свою власть над Гиссаром и в 1586 году захватил Кулябскую область. В том же году Абдулла-хан II отвоевал у него Куляб и передал область в управление сыну Узбек-хана Хазара-султану (настоящее имя Искандер-султан), который в отличие от своего отца «служил Абдулла-хану II верой и правдой».